# Данбар (Пенсільванія)
Данбар (англ. Dunbar) — місто (англ. borough) в США, в окрузі Файєтт штату Пенсільванія. Населення — 1013 особи (2020).

## Географія
Данбар розташований за координатами 39°58′43″ пн. ш. 79°36′53″ зх. д. / 39.97861° пн. ш. 79.61472° зх. д. (39.978707, -79.614672).  За даними Бюро перепису населення США в 2010 році місто мало площу 1,57 км², уся площа — суходіл.

## Демографія
Згідно з переписом 2010 року, у селищі мешкали 1042 особи в 446 домогосподарствах у складі 293 родин. Густота населення становила 663 особи/км².  Було 500 помешкань (318/км²).
Расовий склад населення:
| - 98,2 % — білих - 0,6 % — чорних або афроамериканців - 0,3 % — азіатів - 0,1 % — корінних американців |

До двох чи більше рас належало 0,9 %. Частка іспаномовних становила 0,9 % від усіх жителів.
За віковим діапазоном населення розподілялося таким чином: 20,7 % — особи молодші 18 років, 61,5 % — особи у віці 18—64 років, 17,8 % — особи у віці 65 років та старші. Медіана віку мешканця становила 42,3 року. На 100 осіб жіночої статі у селищі припадало 92,3 чоловіків;  на 100 жінок у віці від 18 років та старших — 89,9 чоловіків також старших 18 років.
Середній дохід на одне домашнє господарство  становив 43 824 долари США (медіана — 33 711), а середній дохід на одну сім'ю — 51 947 доларів (медіана — 40 625). За межею бідності перебувало 12,0 % осіб, у тому числі 7,5 % дітей у віці до 18 років та 12,2 % осіб у віці 65 років та старших.
Цивільне працевлаштоване населення становило 445 осіб. Основні галузі зайнятості: виробництво — 19,6 %, освіта, охорона здоров'я та соціальна допомога — 18,4 %, роздрібна торгівля — 15,3 %, мистецтво, розваги та відпочинок — 13,0 %.